# Сазонов, Сергей Васильевич (депутат)
Серге́й Васи́льевич Сазо́нов (17 (30) сентября 1907, Наро-Фоминск, Московская губерния — 26 апреля 1994, Москва) — советский партийный и хозяйственный деятель, депутат Верховного совета СССР 2-го созыва.

## Биография
Родился в крестьянской семье. С 1922 года работал в Москве типографским рабочим, затем экономистом. С 1928 года — член ВКП(б). В 1930—1931 годах проходил службу в армии. С 1931 по 1939 годы работал экономистом, старшим экономистом, заведующим отделом машиностроения, заведующим отделом химической промышленности в Центральном управлении народнохозяйственного учёта при СНК СССР. В 1935 году окончил вуз.
В 1939—1941 годах — первый секретарь Красногвардейского районного комитета ВКП(б) Москвы. В 1941—1944 годах — секретарь, затем заместитель секретаря Московского городского комитета ВКП(б) по местной промышленности.
В декабре 1944 года стал вторым секретарём ЦК КП(б) Эстонии, членом бюро ЦК КП(б) Эстонии, в этой должности работал до июля 1948 года. В 1946 году избран депутатом Верховного совета СССР[куда?] 2-го созыва от Эстонской ССР.
В 1948—1950 годах — заведующий Планово-торгово-финансовым отделом ЦК ВКП(б). С 1951 года до ухода на пенсию в 1976 году работал в Центральном статистическом управлении при Совете министров СССР, в 1951—1954 годах — заведующий отделом, в 1954—1976 годах — заместитель начальника управления.
Скончался в Москве 26 апреля 1994 года. Похоронен на Кунцевском кладбище.